# موسیقی ایران در دوران پهلوی
موسیقی ایران پس از یک دورهٔ فترت که از قرن نهم هجری آغاز شده بود، در دوران قاجاریه دوباره راه رشد و ترقی را از سر گرفت. در این دوران چارچوب موسیقایی ایران نیز در خلال تحول مقام به دستگاه تغییر یافت. سیر این رشد و ترقی، پس از دورهٔ قاجاریه و در دوران حکومت پهلوی نیز تداوم داشت.

## دگرگونی‌ها

### دهه‌های ۱۳۳۰ و ۱۳۴۰
در دهه‌های ۱۳۳۰ و ۱۳۴۰، موسیقی ایرانی، به شکلی اساسی، دگرگون شد. در دههٔ ۱۳۳۰، موسیقی پاپ وارد ایران شد و نخستین گروه‌های پاپ و راک ایرانی، تشکیل شدند. موسیقی پاپ ایرانی در این دوران، از موسیقی پاپ غربی اثر گرفت. در دههٔ ۱۳۴۰ نیز نخستین شاخه‌های مهم نوگرایی در موسیقی ایران، پدیدار شدند.

## موسیقی‌دانان شاخص

### دورهٔرضاشاه
موسیقی‌دانان بسیاری که در دورهٔ ناصرالدین شاه جوان بودند و موسیقی را آغاز کرده بودند، در دورهٔ رضاشاه به اوج قدرت و شهرت رسیدند. برخی از این موسیقی‌دانان به شرح زیر هستند.
- ابوالحسن اقبال‌آذر (اقبال السلطان): شاگرد حاجی ملا جناب قزوینی بود. ابتدا در دربار محمدعلی‌شاه خواننده بود و لقب اقبال السلطان در همین دوره به وی اعطا شد. از شاگردانش می‌توان به رضاقلی میرزا و ابراهیم بوذری اشاره کرد.
- ابراهیم بوذری: موسیقی‌دان، خواننده، ادیب و خطاط بود. به ردیف موسیقی ایرانی تسلط فراوان داشت و مدتی از عمر خود را صرف جمع‌آوری نوار و صفحه موسیقی قدیم ایران کرد.
- سلیمان امیرقاسمی: شاگرد عیسی آقاباشی بود و به ردیف مسلط بود.
- نورعلی برومند: ابتدا شاگرد درویش‌خان بود. سپس به آلمان رفت تا در رشتهٔ پزشکی تحصیل کند اما به دلیل بیماری چشم از اتمام تحصیل بازماند و به ایران بازگشت. سپس چند سال در محضر حبیب سماعی بود و بعد دورهٔ کامل ردیف میرزاعبدالله را طی ۱۲ سال از اسماعیل قهرمانی فرا گرفت. در این دوره او ردیف‌ها را با اجرای اسماعیل قهرمانی روی نوار ضبط کرد. برومند اولین استاد گروه موسیقی دانشگاه تهران بود و ردیف میرزاعبدالله را در این دانشگاه تعلیم می‌داد. ا در نواختن سنتور و سه‌تار و تار استاد بود و به نواختن ویلن و کمانچه نیز آشنا بود.
- حسین تهرانی: از جوانی تنبک می‌نواخت و سپس مدت کوتاهی نزد حسین‌خان اسماعیل‌زاده تنبک و کمانچه آموخت. بعد شاگرد ابوالحسن صبا شد. تهرانی دستوری برای آموزش ضرب تدوین کرد.
- عبدالله دادور (قوام السلطان): از شاگردان سه تار درویش‌خان بود و برخی از دشوارترین قطعه‌های وی (نظیر چهارمضراب شور) را که دیگران نتوانستند فرا بگیرند او یادگرفت.
- عبدالله دوامی: خواننده و استاد تنبک بود و پای ساز استادانی همچون آقاحسینقلی ضرب می‌گرفت. از مهم‌ترین شاگردان وی می‌توان به محمود کریمی اشاره کرد.
- حبیب سماعی: پدرش حبیب سماع حضور، سنتورنواز پرآوازهٔ دوران ناصرالدین شاه بود. خود او نیز هم در سنتور و هم در سه‌تار استاد بود. وی در بداهه‌نوازی استاد بود و مشهور بود که هر بار کمتر از ۴۵ دقیقه نمی‌نواخت اما هیچ تکراری در اجرایش شنیده نمی‌شد. با مرگ او در سن ۴۵ سالگی (در سال ۱۳۲۵)، دوران فترتی در نوازندگی سنتور در ایران پدید آمد.
- علی‌اکبر شهنازی: پسر آقاحسینقلی بود و از کودکی نزد پدرش با موسیقی و نواختن تار آشنا شد. برخلاف پدرش، روحیهٔ سرسخت و آشتی‌ناپذیری نداشت و اجرایش را بر حسب ذائقه و برای ارضای خاطر شنوندگان تنظیم می‌کرد و از این سو مورد نقد بدو.
- عبدالحسین شهنازی: پسر دیگر آقاحسینقلی و برادر کوچک علی‌اکبرخان شهنازی بود. او نیز نوازندهٔ تار بود، اما در جوانی درگذشت.
- ابوالحسن صبا: پدرش کمال السلطنه، نوازندهٔ سه‌تار بود و ابوالحسن را در کودکی نزد میرزاعبدالله برد. صبا پس از میرزاعبدالله، شاگرد درویش‌خان شد. او تمام سازهای موسیقی ایرانی را نزد استادان شاخص فراگرفت: سنتور را از علی‌اکبر شاهی، ضرب را از حاجی‌خان، کمانچه را از حسین‌خان اسماعیل‌زاده، و ویلن را از حسین هنگ‌آفرین. صبا نیز مانند حبیب سماعی، در زمان جنگ جهانی دوم و در حالی که تنها ۵۵ سال داشت درگذشت.
- حسین طاهرزاده: متولد اصفهان بود و در ۱۷ سالگی به تهران آمد و دوستی‌اش با حسام السلطنه باعث شد با ردیف موسیقی ایرانی آشنا شود. طاهرزاده با استفاده از دستگاه فونوگراف که حسام السلطنه در منزلش داشت، صدای خود را ضبط می‌کرد و با شنیدن آن نواقص خود را رفع می‌کرد. او با هنرمندانی نیز میرزاعبدالله، حبیب سماع حضور، ناصر همایون و درویش‌خان دوستی داشت و در کنسرت‌های انجمن اخوت نیز شرکت می‌کرد. همچنین او دو بار به خارج از ایران سفر کرد و صفحه‌هایی با ساز استادانی نظیر درویش‌خان و باقرخان رامشگر ضبط کرد که هنوز موجود است. نورعلی برومند نیز نوارهای زیادی از طاهرزاده ضبط کرد.
- احمد عبادی: دومین پسر میرزاعبدالله بود و در کودکی پدرش را از دست داد. او سه‌تار را از خواهرانش مولود و ملوک فراگرفت. او به جای اشاعهٔ سبک سه‌تار نوازی پدرش، شیوه‌ای نوین در نواختن سه‌تار به وجود آورد.
- یوسف فروتن: از شاگردان تار آقاحسینقلی بود و در نواختن سه‌تار، سنتور، ویلن و پیانو نیز مهارت داشت.
- رضا محجوبی: نوازنده ویلن بود و شاگرد حسین اسماعیل‌زاده.
- مرتضی محجوبی: برادر کوچک رضا محجوبی، و نوازندهٔ پیانو بود.
- رکن‌الدین مختاری: هم‌دورهٔ درویش‌خان بود و از شاگردان حسین اسماعیل‌زاده. وی در اجرای ردیف روی ویلن مهارت داشت و تمام ردیف تار و سه‌تار را با ویلن می‌نواخت.
- جهانگیر مراد (حسام السلطنه): از اشراف بود (پدر بزرگش از فاتحان هرات بود). نزد تقی دانشور (اعلم السلطان) ردیف را فراگرفت و نوازندهٔ ویلن، پیانو، سه‌تار و عود بود. همچنان که بالاتر ذکر شد، به حسین طاهرزاده در پیشرفتش کمک بسیار کرد.
- حبیب‌الله شهردار (مشیر همایون): از کودکی با ساز استادانی مثل میرزاعبدالله و آقاحسینقلی و محمدصادق‌خان (سرور الملک) بزرگ شد. اولین معلم وی نیز سرور الملک بود. او پیانو می‌نواخت و در کنسرت‌های انجمن اخوت شرکت می‌کرد و با درویش‌خان و حسین طاهرزاده و باقرخان رامشگر دوستی داشت. او صفحه‌های متعددی به تنهایی یا با ساز و آواز هنرمندان دیگر پر کرد.
- موسی معروفی: ابتدا با پیانو آشنا شد و سپس نزد درویش‌خان نواختن تار و ردیف موسیقی را فراگفت و موفق به دریافت نشان «تبرزین طلا» از دست وی شد. او نت‌نویسی و اصول علمی موسیقی را از حسین هنگ‌آفرین و سپس از علینقی وزیری فراگرفت و سپس تمام گوشه‌های هفت دستگاه موسیقی ایرانی را گردآوری و ضبط کرد که توسط وزارت فرهنگ و هنر به چاپ رسید.
- مرتضی نی‌داوود: پدرش بالاخان ضرب‌گیر بود و مرتضی نواختن تار را ابتدا پیش خود فراگرفت. سپس شاگرد آقاحسینقلی و بعد درویش‌خان شد. او صفحه‌های زیادی با هنرمندان مختلف پر کرد ولی پس از مدتی موسیقی را رها کرد و به تجارت پرداخت.
- مهدی نوایی: شاگرد [نایب اسدالله] و معلم حسن کسائی استاد نی (ساز) بود.
- علینقی وزیری: او در زمان میرزاعبدالله و حسینقلی می‌زیست اما پیش از آن که موسیقی ایرانی را از ایشان فرا بگیرد، به اروپا رفت و موسیقی غربی را فرا گرفت. سپس به ایران برگشت و مبانی نت‌نویسی موسیقی ایرانی را پایه‌گذاری کرد.
- قمرالملوک وزیری: شاخص‌ترین خوانندهٔ زن این دوره بود.
- سعید هرمزی: از بهترین شاگردان تار و سه‌تار درویش‌خان بود.
- حسین هنگ‌آفرین: پسر عبدالله‌خان[کدام؟] بود. او ابتدا نزد میرزاعبدالله شاگرد سه‌تار بود و سپس شاگرد موسیو لومر فرانسوی شد و از او نت‌نویسی و قواعد موسیقی را فرا گرفت.
- حسین یاحقی: در کودکی به خاطر صدای خوبش تعزیه‌خوانی می‌کرد و همچنین نزد خواهرش کمانچه می‌نواخت. بعداً شاگرد حسین اسماعیل‌زاده شد. او نت‌نویسی و تئوری موسیقی را از ابوالحسن صبا فرا گرفت. در سال‌های پایانی عمرش کمانچه را کنار گذاشت و تنها ویلن می‌زد.

### پس ازجنگ جهانی دوم
در زمان جنگ جهانی دوم، برخی از موسیقی‌دانان ایرانی به واسطهٔ شرایط تلخی که بر جامعه حکم‌فرما بود مأیوس شدند و برخی از ایشان دچار مرگ زودهنگام شدند (نظیر حبیب سماعی که در ۴۵ سالگی درگذشت و ابوالحسن صبا که تنها ۵۵ سال عمر کرد). با پایان جنگ و پیدایش و توسعه وسایل ارتباط جمعی نظیر رادیو و تلویزیون، موسیقی باری دیگر رونق یافت و تعداد زیادی موسیقی‌دان تربیت شدند. داریوش صفوت در کتاب پژوهشی کوتاه دربارهٔ استادان موسیقی ایران و الحان موسیقی ایرانی که در سال ۱۳۵۰ منتشر کرد، تنها از سه موسیقی‌دان شاخص این دوره نام برده‌است:
- محمود کریمی: ابتدا شاگرد عبدالله دوامی بود و ردیف آوازی را از او آموخت. سپس ظرف ۱۵ سال ردیف سازی سه‌تار را از حاج‌آقا محمد ایرانی فراگرفت. او روی سبک خوانندگان قدیم نظیر جناب دماوندی و حسین طاهرزاده کار می‌کرد.
- فرامرز پایور: قوی‌ترین نوازندهٔ سنتور در نسل خود بود. او شاگرد ابوالحسن صبا بود و مدتی نیز نزد عبدالله دوامی و رکن‌الدین مختاری آموزش دیده بود.
- حسن کسائی: شاگرد مهدی نوایی بود و بزرگترین نی‌نواز دورهٔ خودش بود.